# Asendorf (Landkreis Diepholz)
Asendorf (niederdeutsch Asendörp) ist eine ländliche Gemeinde in der Samtgemeinde Bruchhausen-Vilsen im Landkreis Diepholz in Niedersachsen.

## Geografie

### Lage
Die Gemeinde liegt 36 km südlich von Bremen und ist der zweitgrößte Ort in der Samtgemeinde.

### Gemeindegliederung
Asendorf setzt sich aus den folgenden Ortsteilen zusammen:
1. Asendorf (Kernort)
2. Brebber
3. Essen
4. Graue
5. Haendorf
6. Hohenmoor
7. Kuhlenkamp
8. Uepsen

## Geschichte

### Ortsname
Der Ort wurde 1252 als Asenthorpe und 1330 als Asendorpe benannt. Aso als Personenname könnte auf das germanische Ans zurückgehen und so auf den Begriff der Asen, die heidnischen Götter der Germanen. Anso, Aso, Aaso, Asso, Oso, Osso sind in schriftlichen Quellen seit dem 8. Jahrhundert bezeugt. Der Name könnte auch langobardischen Ursprungs sein, da es bei den Langobarden einen Personennamen Aso oder Anso gegeben haben soll.

### Ortsgeschichte
1091 wurde der Ort erstmals urkundlich erwähnt. Die Urkunde bezieht sich auf Ereignisse, die einige Jahre früher stattfanden. Gerhard II. von Stumpenhusen sollte einst sieben Hofstellen und acht Leibeigene in Asendorf sowie vier weitere Hofstellen in Uepsen an die Kirche abtreten. Er wurde von den Kirchenfürsten angeblich mit dem Bann belegt und hat sie betrogen, da er nur vier Hofstellen aus Asendorf und zwei aus Uepsen abtrat. Wegen des Betruges und des Schuldens von Hofstellen und Leibeigenen hat ihm die Kirche in Achim den Prozess gemacht. Den Vorsitz hatten der höchste Kirchenfürst der Region, Erzbischof Liemar von Bremen, und dessen Vasall Herzog Magnus als Inhaber des Königsbanns. Von den Rittern des Erzbischofs waren außer dem Herzog der damals noch jugendliche Markgraf Udo (Luder-Udo III.), Sohn des Markgrafen Udo, der damalige Vogt der Bremer Kirche Graf Friedrich, Graf Ekbert, Graf Egilmar, Graf Lambert von Westfalen, Adolf, der Bruder des Gerhard von Stumpenhausen, Dietrich Sueuus, der Bruder des Erzbischofs Mazellin und dessen Sohn Adalbero, der edle Jüngling Udo von Westfalen und ein Folkbert anwesend; von den Rittern des Herzogs Graf Heinrich von Hamburg, Graf Reinhold und Hermann von Imina; von den Rittern des Markgrafen Gerbert, ein weiterer Bruder des Gerhard von Stumpenhausen und Ulrich von Stade sowie noch zahlreiche Freie und Ministerialen der Bremer Kirche; zusammen mehr als 300.
Asendorf war zu dem Zeitpunkt bereits ein Kerkspeel mit dem Presbyter Lambertus, also muss die Kirche als Gebäude bereits damals existiert haben. Die Entstehung des Dorfes liegt deutlich davor, doch die offizielle 900-Jahr-Feier wurde 1991 gefeiert.
Um 1250 gab es nachweislich eine Pfarrkirche („parochia in Asenthorpe“) und es kam im 16. Jahrhundert zu einer weiteren Erwähnung in den Kirchenbüchern:
Das St.-Paul-Kloster vor Bremen, zu dem die Asendorfer Kirche gehörte, weigerte sich, die Schulden mit abzutragen, die durch die Besatzung der Grafschaft Hoya durch die Herzöge von Braunschweig-Lüneburg entstanden waren. Graf Jobst II. von Hoya beschlagnahmte in der Folge die Güter des Klosters in Asendorf.

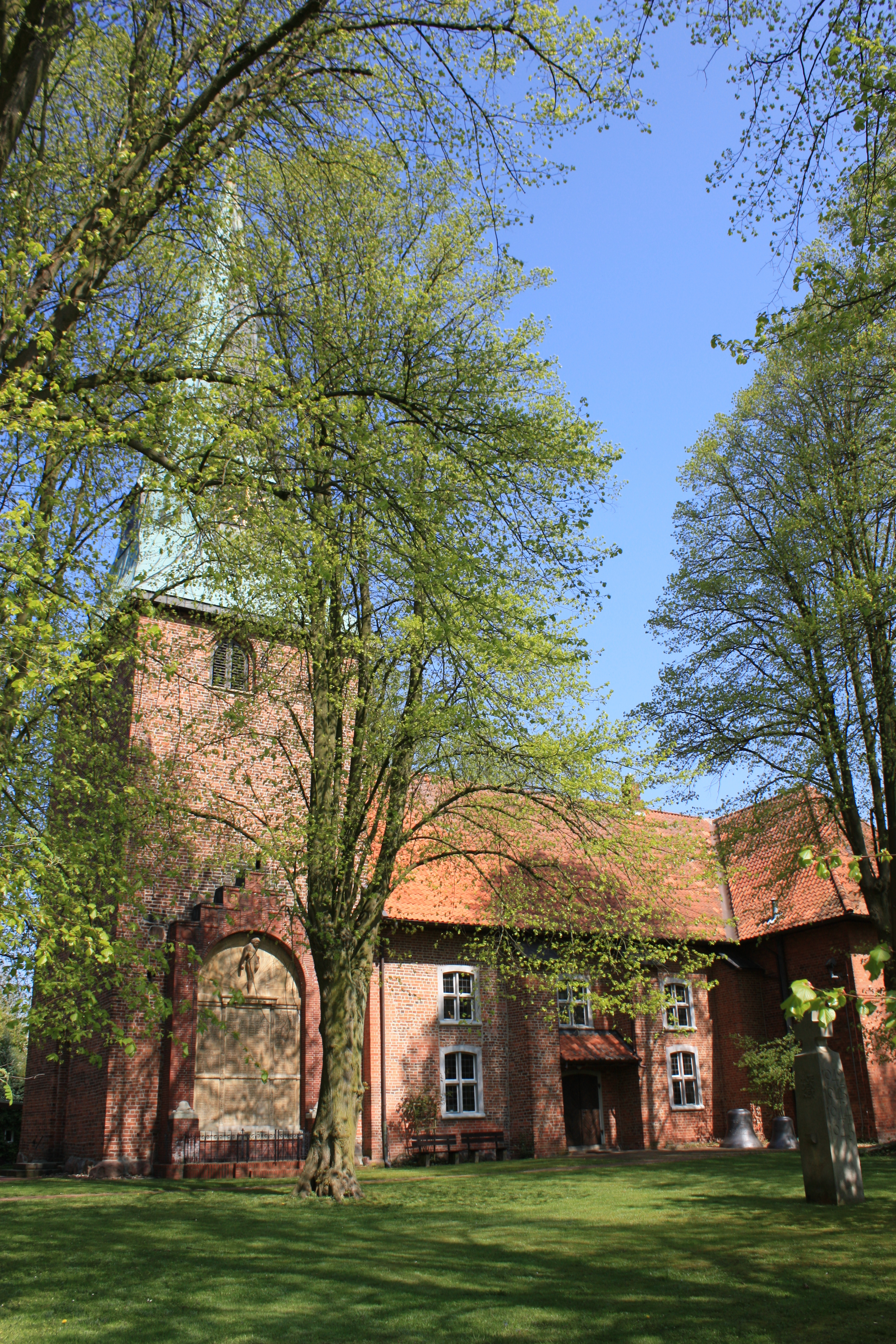
St. Marcellus Asendorf

1524 wurde der Turm der St.-Marcellus-Kirche erbaut und das Kirchenschiff erweitert. 1778 erfolgte eine Erneuerung der Kirche und 1909 wurden die beiden Querschiffe und die Apsis angebaut. Zwischen 1950 und 1964 gab es eine Gesamtinstandsetzung mit Ausmalung des Inneren der Kirche.
1898 kam die Kleinbahn Hoya-Syke-Asendorf, die 1900 um die Strecke Bruchhausen-Vilsen–Asendorf erweitert wurde. Der Bahnhof Asendorf ist heute Endpunkt der Ersten Museums-Eisenbahn Deutschlands. Die heutige Bundesstraße B 6 war bereits 1771 von Syke bis Wietzen trassiert, aber noch nicht gepflastert; erst von 1810 bis 1826 wurde sie fertiggestellt.
Von 2001 bis 2013 wurde der Ort durch das Dorferneuerungsprogramm Niedersachsen gefördert.

### Eingemeindungen
Die Samtgemeinde Asendorf wurde zur Gebietsreform in Niedersachsen am 1. März 1974 aufgelöst und mit den Gemeinden Brebber, Essen, Graue, Haendorf, Hohenmoor, Kuhlenkamp und Uepsen zur Landgemeinde Asendorf vereinigt.

### Einwohnerentwicklung
| Jahr | Einwohner | Quelle |
| ---- | --------- | ------ |
| 1885 | 444       | [ 4 ]  |
| 1910 | 636       | [ 5 ]  |
| 1925 | 758       | [ 4 ]  |
| 1933 | 11820     | [ 4 ]  |
| 1939 | 11700     | [ 4 ]  |
| 1950 | 17960     | [ 6 ]  |
| 1956 | 14470     | [ 6 ]  |
| 1961 | 3497 ¹    | [ 3 ]  |
| 1970 | 3161 ²    | [ 3 ]  |
| 1973 | 11750     | [ 7 ]  |

| Jahr | Einwohner | Quelle |
| ---- | --------- | ------ |
| 1975 | 2824 ³    | [ 8 ]  |
| 1980 | 2849 ³    | [ 8 ]  |
| 1985 | 2740 ³    | [ 8 ]  |
| 1987 | 2713 ³    | [ 8 ]  |
| 1990 | 2810 ³    | [ 8 ]  |
| 1992 | 3013 ³    | [ 8 ]  |
| 1995 | 3123 ³    | [ 8 ]  |
| 1997 | 3104 ³    | [ 8 ]  |
| 2000 | 3043 ³    | [ 8 ]  |
| 2002 | 3084 ³    | [ 8 ]  |

| Jahr | Einwohner | Quelle |
| ---- | --------- | ------ |
| 2005 | 3049 ³    | [ 8 ]  |
| 2007 | 3009 ³    | [ 8 ]  |
| 2008 | 3036 ³    | [ 8 ]  |
| 2009 | 3036 ³    | [ 8 ]  |
| 2010 | 3041 ³    | [ 8 ]  |
| 2011 | 2994 ³    | [ 8 ]  |
| 2015 | 2919 ³    | [ 8 ]  |
| 2016 | 2929 ³    | [ 8 ]  |
| 2018 | 2943 ³    | [ 8 ]  |
| 0    | 0         | 0      |

¹ Volkszählungsergebnis vom 6. Juni (Gebietsstand der heutigen Gemeinde)

² Volkszählungsergebnis vom 27. Mai (Gebietsstand der heutigen Gemeinde)

³ jeweils zum 31. Dezember
|  |

## Politik

### Gemeinderat
Der Rat der Gemeinde Asendorf besteht aktuell aus 13 Ratsmitgliedern. Dies ist die festgelegte Anzahl für die Mitgliedsgemeinde einer Samtgemeinde mit einer Einwohnerzahl zwischen 2.001 und 3.000 Einwohnern. Die Ratsmitglieder werden durch eine Kommunalwahl für jeweils fünf Jahre gewählt. Die aktuelle Amtszeit begann am 1. November 2021 und endet am 31. Oktober 2026.
Die letzte Kommunalwahl am 12. September 2021 ergab das folgende Ergebnis:
- Wählergruppe Wir für Asendorf: 9 Sitze
- GRÜNE: 3 Sitze
- FDP: 1 Sitz

### Bürgermeister
Der Bürgermeister der Gemeinde Asendorf ist Gerd Brüning (parteilos). Seine Stellvertreter sind Jens Grimpe (SPD) und Alexander Grafe (FDP).

### Wappen
| Wappen von Asendorf | Blasonierung: „In Gold mit goldenen Zwillingsleisten belegter, erniedrigter, schwarzer Schräglinksbalken; oben zwei aufrechte abgewendete, unten durch ein Stück verbundene rot bewehrte, schwarze Bärentatzen, unten 8 (1:2:2:2:1) schräg links gestellte, runde ungeprägte, rote Münzen.“                                                                        |
| Wappen von Asendorf | Wappenbegründung: In der Broschüre für Neu- und Altbürger steht hierzu folgendes: „Das Wappen der Gemeinde Asendorf verwendet die B 6 als diagonalen Balken zwischen den oben abgebildeten zwei schwarzen Bärentatzen und den unten dargestellten ungeprägten roten Münzen, die auf den Asendorfer Münzfund hinweisen aber auch die einzelnen Ortsteile abbilden.“ |

## Kultur und Sehenswürdigkeiten

### Bauwerke
In der Liste der Baudenkmale in Asendorf sind 40 Baudenkmale aufgeführt, darunter:
- St.-Marcellus-Kirche, eine Saalkirche aus Backstein, im Kern aus dem Mittelalter
- Alte Schule Alte Heerstraße 22 von 1899
- Hofanlage Essener Straße 5, Hofanlage Essener Straße 10, Hofanlage Hannoversche Straße 1
- Wohn- und Wirtschaftsgebäude Arbste 7 und Backhaus; seit 2001 als Sitz des Vereins Land & Kunst auch ein Veranstaltungszentrum

### Kunstausstellungen
Der Kunst-Schuppen Asendorf wurde 2010 in einem ehemaligen Lagerschuppen direkt an den Gleisen der Museumseisenbahn am Bahnhof Asendorf eröffnet. In dem rustikalen Ambiente eines Fachwerkschuppens stellen auf ca. 220 m² Fläche wechselnde Künstler ihre Werke aus. Betreiber ist die Kunst-Schiene.

### Museen
- Das Automuseum Asendorf wurde 1980 eröffnet und etwa 2021 geschlossen. Ausgestellt wurden ca. 60 Fahrzeuge, vor allem Kleinwagen.
- Niedersächsisches Kleinbahnmuseum (Museums-Eisenbahn Bruchhausen-Vilsen–Asendorf), die erste Museumseisenbahn Deutschlands, eine Schmalspurbahn mit 1000 mm Spurweite. Sie wird betrieben vom Deutschen Eisenbahn-Verein.

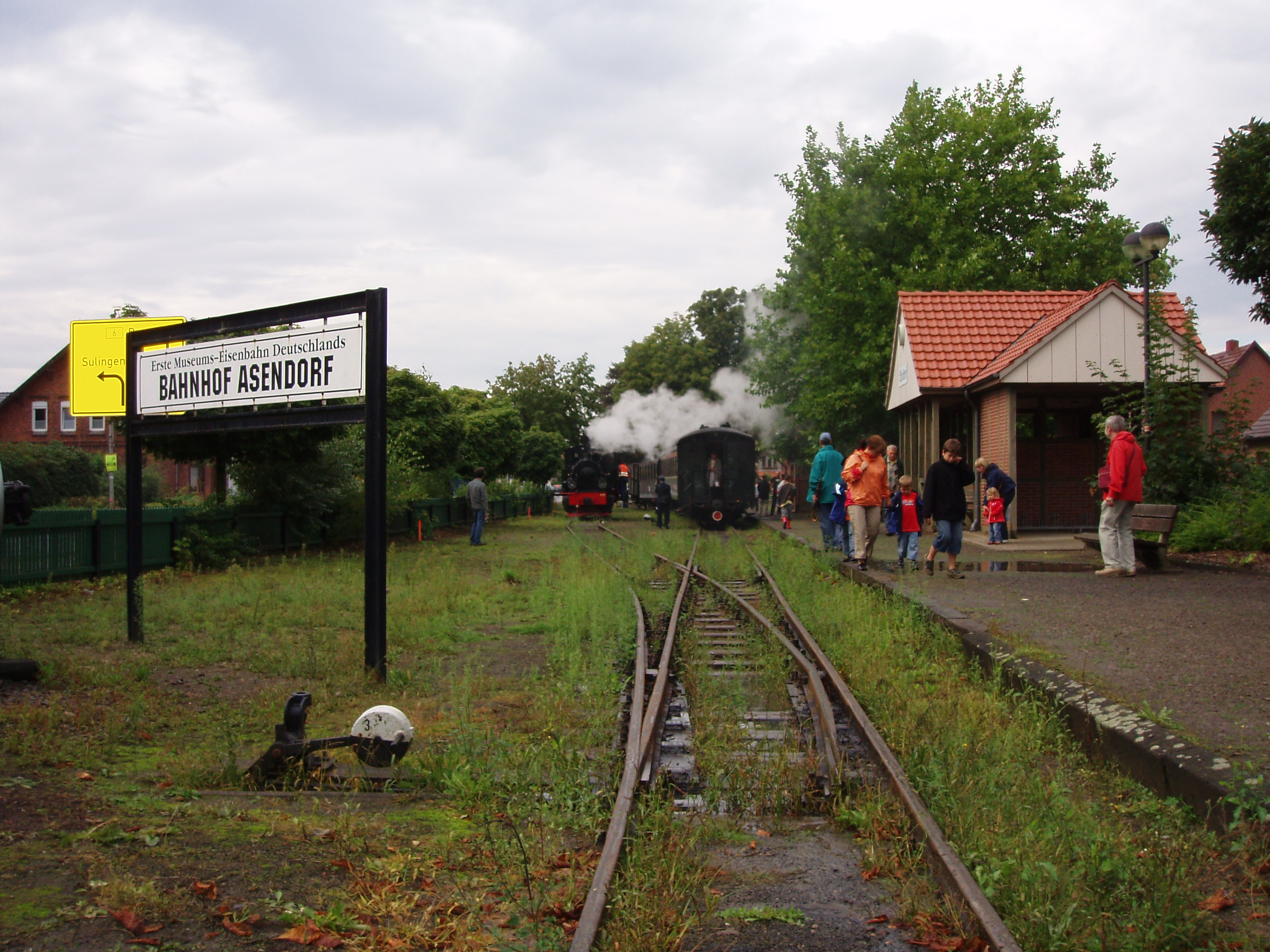
Bahnhof mit rangierender Museumseisenbahn
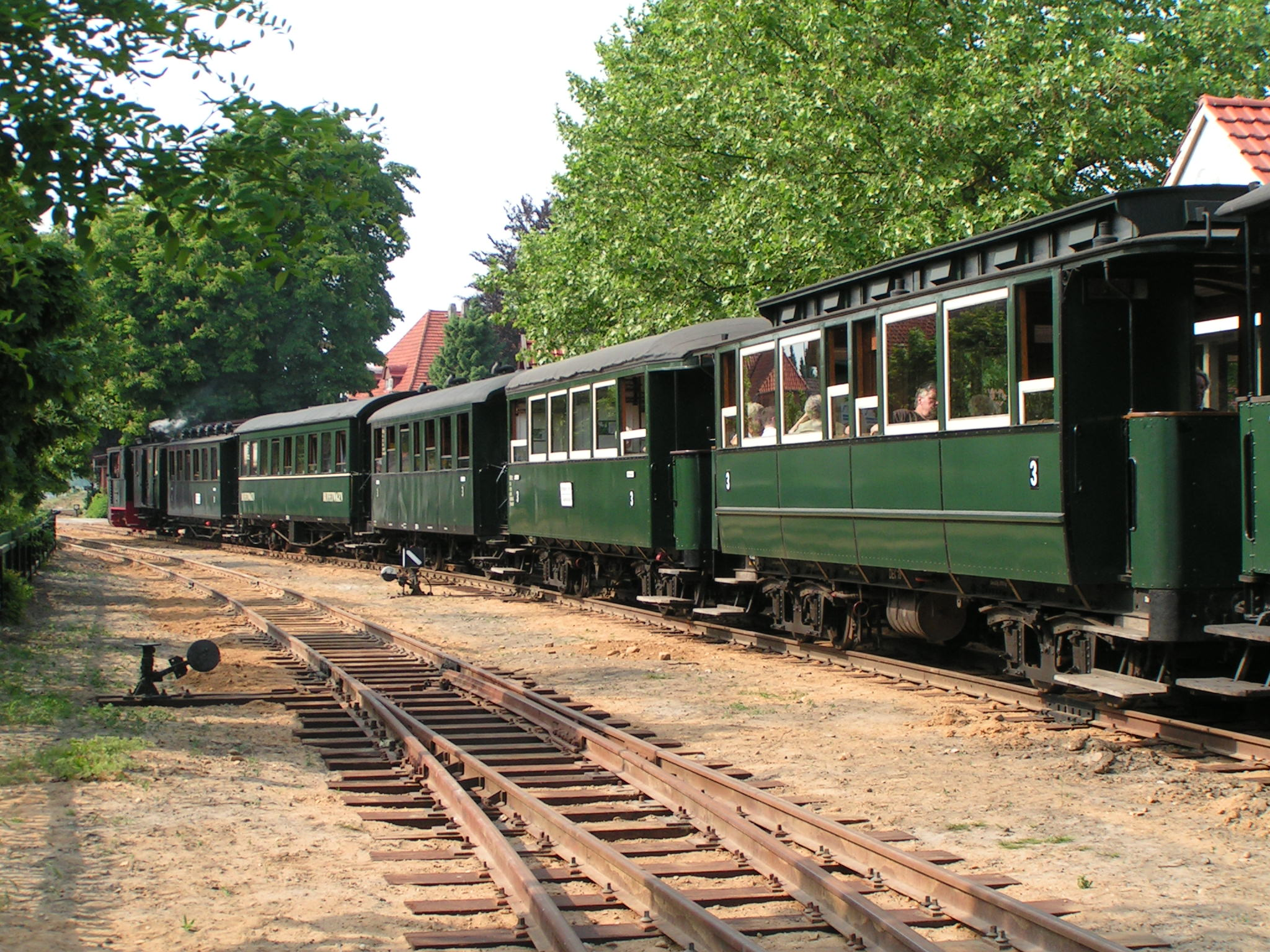
Bahnhof mit abfahrendem Museumszug
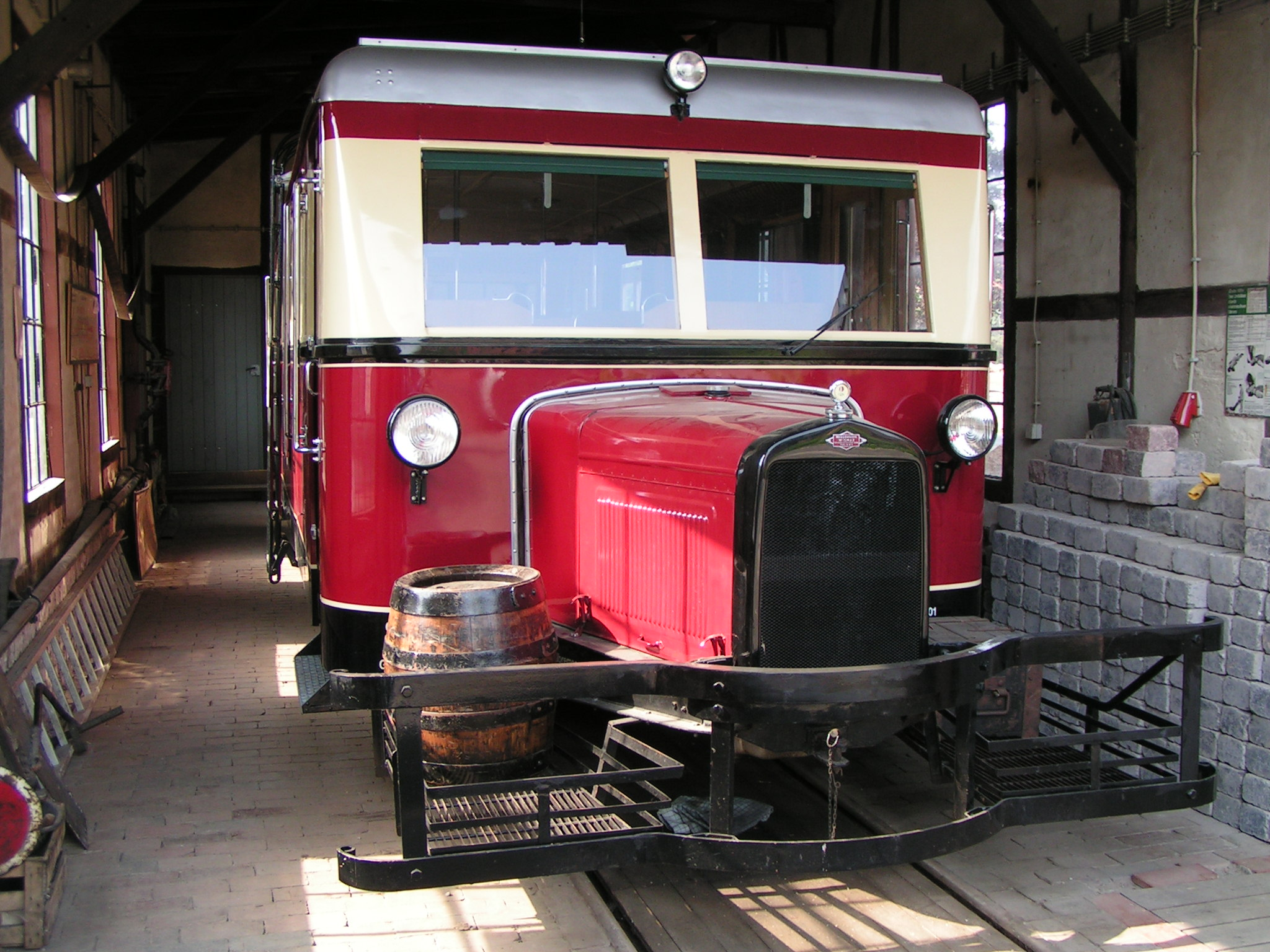
Wismarer Schienenbus im Lokschuppen Asendorf der Museumseisenbahn

## Verkehr
Die Bundesstraße 6 Hannover–Bremen führt direkt durch die Gemeinde. Zudem liegt Asendorf an der von einem Verein betriebenen Bahnstrecke Bruchhausen-Vilsen–Asendorf, die im Museumsverkehr befahren wird.

## Persönlichkeiten

### Söhne und Töchter der Gemeinde
- Heinrich Hünecke (1891–1971), Sportlehrer, Sportfunktionär und Verwaltungsbeamter, er war der erste Präsident des Landessportbundes Niedersachsen und Gründungsvizepräsident des Deutschen Sportbundes, im Ortsteil Brebber geboren
- Bernhard Diers (* 1959), Koch

### Personen, die mit der Gemeinde in Verbindung stehen
- David Heinrich Hoppe (1760–1846), Arzt, Botaniker und Apotheker, sowie Entomologe; eine Straße (David-Hoppe-Weg), die von Bruchhausen-Vilsen bis nach Asendorf führt, wurde nach ihm benannt
- August von Arnswaldt (1798–1855), Gutsbesitzer in Hardenbostel, Literat
- Louis Victor Stegemann (1830–1884), Gutsbesitzer im Ortsteil Essen, Reichstagsabgeordneter
- Hermann von Arnswaldt (1841–1910), Gutsbesitzer in Hardenbostel, Reichstagsabgeordneter (Deutsch-Hannoversche Partei)
- Hermann Benjes (1937–2007), Landschaftsgärtner, Naturfotograf und Schriftsteller, in Asendorf verstorben
- Bärbel Rädisch (* 1942), Autorin, wohnt im Ortsteil Hohenmoor
- Bernhard C. Wintzek (1943–2018), rechtsextremistischer und später rechtskonservativer Publizist, verstarb in Asendorf
- Wolfram Bäumer (1959–2017), Eisenbahningenieur und Museumsbahnfachmann, er war beim Deutschen Eisenbahn-Verein tätig, der die Schmalspurbahnstrecke Bruchhausen-Vilsen–Asendorf als Museumsbahn betreibt
- Cord Bockhop (* 1967), Kommunalpolitiker (CDU), er ist seit 2011 für acht Jahre Landrat des Landkreises Diepholz, er wuchs im Ortsteil Graue auf